# Lago Čany
Il lago Čany (in russo озеро Чаны? o Большие Чаны) è un lago della Russia siberiana situato nella steppa di Barabinsk. Il lago si trova sul territorio di cinque rajon dell'Oblast' di Novosibirsk: Kupinskij, Zdvinskij, Barabinskij, Čanovskij e Čistoozërnyj.
Il suo nome deriva dalla parola turca čan che significa "grande nave".

## Descrizione
Il lago Čany è più grande lago della Siberia occidentale. Si tratta di un sistema di laghi con aree poco profonde collegati da canali. I tre laghi più grandi sono: Činjaichinskij, Tagano-Kazancevskij e Jarkovskij che differiscono per salinità dell'acqua, area e profondità.
Il lago ha complessivamente una superficie che varia dai 1 400 ai 3 500 km², con una lunghezza totale di 91 km e una larghezza di 88 km; la profondità media è di 2 m. Le rive sono piuttosto basse e fortemente frastagliate, ricoperte di canne, carici e cespugli. Il fondo è sabbioso e limaccioso. L'acqua è leggermente salina, nella parte sud-orientale del lago la salinità è più bassa.
Il lago è alimentato dalle precipitazioni nevose e dal fiume Čulym che sfocia nel lago Malye Čany (Малые Чаны) il quale è collegato al Čany da un canale a sud-est. È gelato, mediamente, dalla seconda metà di ottobre/prima metà di novembre, fino a maggio.

### Isole
Ci sono circa 70 isole sul lago, le più grandi sono: Amel'kina Griva, Šul'dikov, Ležan, Medvežij, Kolpačok, Činjaicha, Čerëmuchovyj e Redkij. Molte altre isole (Čeremuškin, Kobylij, Perekopnyj, Bekarev, Kalinova, Činjaicha, Šipjagin, Kruglyj, Kolotov, Kamyšnyj) sono monumenti naturali della regione, poiché hanno conservato paesaggi unici e sono l'habitat di rare specie di piante e animali. Ci sono concentrazioni significative di uccelli acquatici sul lago durante i periodi di migrazione.